# Domina Vacanze (wielerploeg)

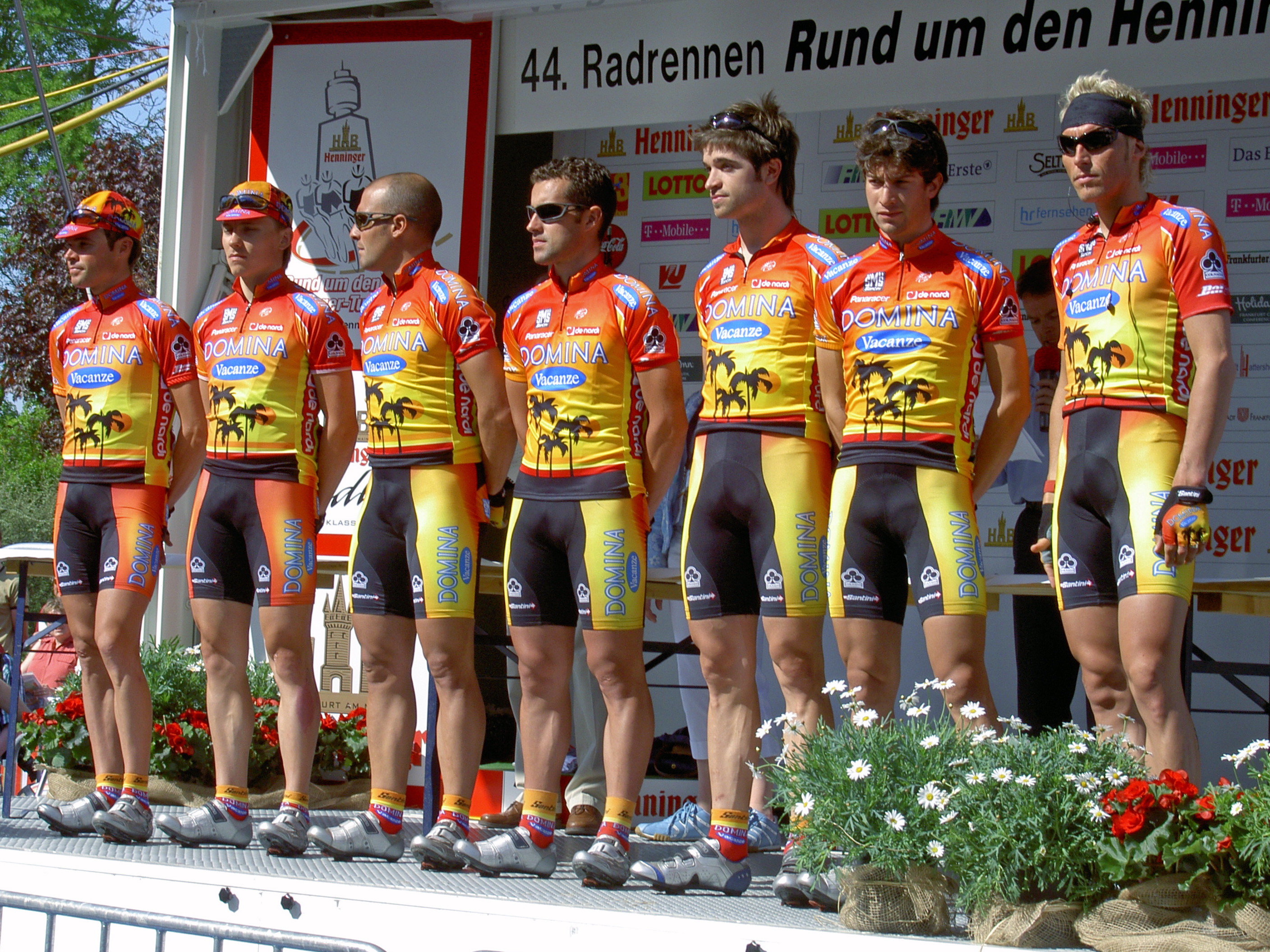
Domina Vacanze tijdens Rund um den Henninger-Turm 2005

Domina Vacanze was een Italiaanse wielerploeg opgericht in 2003 en gesponsord door een firma in vakantiehuizen. De ploeg stopte eind 2005, waarna de meeste renners naar Team Milram overstapten.
In 2003 en 2004 stond alles bij Domina Vacanze vooral in het teken van topsprinter Mario Cipollini. 

## Geschiedenis
De ploeg kwam 2003 in het peloton en was ook een van de ploegen die mee deed in de in 2005 opgerichte UCI ProTour. Over het algemeen was de ploeg evenals Acqua & Sapone een voortzetting van de Cantina Tollo-ploeg. Kopman Mario Cipollini en trouwe adjudanten als Mario Scirea en Giovanni Lombardi reden bijvoorbeeld nog voor Acqua & Sapone–Cantina Tollo in 2002. Tijdens het bestaan van de ploeg werden verscheidene renners van de De Nardi-ploeg overgenomen. In 2005 werd De Nardi cosponsor van Domina Vacanze en nam men de meeste van de toenmalige renners van de De Nardi-ploeg over, terwijl Cipollini en compagnie de ploeg verlieten. 
De Italiaanse ploeg behoorde in 2005 tot de 'kleintjes' in de ProTour. De eerste twee seizoenen was Domina Vacanze een veel grotere ploeg. In de Grote Rondes had Domina Vacanze de Oekraïense tijdrijder Serhij Hontsjar en oudgedienden Mario Cipollini (2003–2004) en Wladimir Belli. Mirko Celestino (2005) en Gabriele Colombo (2003–2004) moesten de kleuren van de ploeg verdedigen in de klassiekers. De ploeg beschikte over de (destijds nog) piepjonge Michele Scarponi en Giovanni Visconti voor het midden-en hooggebergte, terwijl Cipollini, Giovanni Lombardi, Ivan Quaranta, Miguel Ángel Martín Perdiguero, Simone Cadamuro en Angelo Furlan in de massasprints voor zeges moesten zorgen. Cipollini, een van de beste sprinters ter wereld, had zijn vaste "lead-outs" (aantrekkers van de sprint): Francesco Secchiari, Gian Matteo Fagnini (enkel in 2004) en "laatste man" Mario Scirea. Eerder trokken zij de sprint aan voor Cipollini bij de Italiaanse ploegen Saeco Machine per Caffè (alle drie) en Mercatone Uno (Secchiari en Fagnini). Hoewel het trio een redelijk hoge leeftijd had, bleven ze hondstrouw de massasprints inleiden voor Super Mario. Giovanni Lombardi (2003–2004) kon ook aardig sprinten en beleefde zijn laatste successen bij de ploeg. In de winter van zijn loopbaan vervulde Lombardi naast een rol als wegkapitein ook nog een belangrijke rol als helper van Cipollini. Bovendien won hij zelf nog etappes in de Ronde van Italië en de Ronde van Spanje.
De Italiaan Gianluigi Stanga was de manager, en zijn landgenoten Vittorio Algeri, Antonio Bevilacqua en Oscar Pellicioli waren de ploegleiders. Eind 2005 stopte de ploeg. Een groot deel van de renners vond een nieuwe werkgever in Team Milram, een nieuwe ploeg en de vervanger van Domina Vacanze in de ProTour.

## Ploeg 2005
| Naam                  | Geboortedatum | Nationaliteit | Ploeg 2005             |
| --------------------- | ------------- | ------------- | ---------------------- |
| Wladimir Belli        | 25-07-1970    | Italië        | Lampre                 |
| Alessandro Bertolini  | 27-07-1971    | Italië        | Alessio                |
| Cristian Bonfanti     | 30-11-1981    | Italië        | espoirs                |
| Ruggero Borghi        | 03-06-1970    | Italië        |                        |
| Simone Cadamuro       | 28-06-1976    | Italië        | De Nardi               |
| Mirko Celestino       | 19-03-1974    | Italië        | Saeco - Longoni        |
| Alessandro Cortinovis | 11-10-1977    | Italië        | Lampre                 |
| Marco Fertonani       | 08-07-1976    | Italië        | Phonak                 |
| Angelo Furlan         | 21-06-1977    | Italië        | Alessio                |
| Sergio Ghisalberti    | 10-12-1979    | Italië        | espoirs                |
| Michele Gobbi         | 10-08-1977    | Italië        | De Nardi               |
| Enrico Grigoli        | 22-10-1978    | Italië        |                        |
| Andrij Hryvko         | 07-08-1983    | Oekraïne      | espoirs                |
| Serhij Hontsjar       | 03-07-1970    | Oekraïne      | De Nardi               |
| Maksim Iglinski       | 18-04-1981    | Kazachstan    | Capac                  |
| Ruslan Ivanov         | 18-12-1973    | Moldavië      | Alessio                |
| Matej Jurčo           | 08-08-1984    | Slowakije     | De Nardi               |
| Mirco Lorenzetto      | 13-07-1981    | Italië        | De Nardi               |
| Jörg Ludewig          | 09-09-1975    | Duitsland     | Saeco - Longoni        |
| Rafael Noeritdinov    | 12-06-1977    | Oezbekistan   | De Nardi               |
| Ivan Quaranta         | 14-12-1974    | Italië        | Formaggi Pinzolo Fiavè |
| Elia Rigotto          | 04-03-1982    | Italië        | espoirs                |
| Luca Solari           | 02-10-1979    | Italië        | Team Barloworld        |
| Paolo Valoti          | 19-04-1971    | Italië        |                        |
| Alessandro Vanotti    | 16-09-1980    | Italië        | De Nardi               |
| Giovanni Visconti     | 13-01-1983    | Italië        | espoirs                |

Bouygues Télécom · Cofidis, Le Crédit par Téléphone · Crédit Agricole · Team CSC · Davitamon - Lotto · Discovery Channel Pro Cycling Team · Domina Vacanze · Euskaltel - Euskadi · Fassa Bortolo · La Française des Jeux · Team Gerolsteiner · Illes Balears - Caisse D'Espargne · Lampre - Caffita · Liberty Seguros - Würth Team · Liquigas - Bianchi · Phonak Hearing Systems · Quick Step - Innergetic · Rabobank · Saunier Duval - Prodir · T-Mobile Team
Italiaanse wielerploeg Domina Vacanze: 2003–2005
Astolfi ·
Bennati · 
Cardellini · 
Cipollini  ·
Colombo · 
Derganc ·
Gasperoni ·
Gentili ·
Giunti ·  
González · 
Jones · 
Kolobnev ·
Lobato · 
Lombardi ·
Marinangeli ·
Martín ·
Mondini ·  
Ongarato · 
Pospjejev · 
Scarponi ·
Scirea ·
Secchiari ·
Simeoni ·
Valoti ·
Di Nucci (stagiair) ·
Garbelli (stagiair)
Aug ·
Bajenov · 
Cardellini · 
Cipollini ·
Clinger ·
Colombo · 
Derganc ·
Fagnini ·
Failli ·
Fischer ·
Galletti ·
Gentili ·
Giunti ·  
Iannetti ·
Jones · 
Kolobnev · 
Lombardi ·
Marinangeli ·
Mori ·  
Naudužs ·
Scarponi ·
Scirea ·
Secchiari ·
Simeoni ·
Valoti ·
Agnoli (stagiair) ·
De Fino (stagiair)
Belli ·
Bertolini · 
Bonfanti · 
Borghi ·
Cadamuro · 
Celestino ·
Cortinovis ·
Fertonani ·
Furlan ·
Ghisalberti ·
Gobbi ·
Grigoli ·  
Hontsjar ·
Hryvko · 
Iglinski · 
Ivanov ·
Jurčo ·
Lorenzetto ·  
Ludewig ·
Noeritdinov ·
Quaranta ·
Rigotto ·
Solari ·
Valoti ·
Vanotti ·
Visconti ·
Djoedja (stagiair) ·
Scognamiglio (stagiair) ·
Zagorodni (stagiair)